# Gassicurtia clathrisidiata
Gassicurtia clathrisidiata är en lavart som beskrevs av Aptroot. Gassicurtia clathrisidiata ingår i släktet Gassicurtia och familjen Physciaceae.   Inga underarter finns listade i Catalogue of Life.